# Hit (album)
Hit è la seconda raccolta di successi del musicista inglese Peter Gabriel. Complessivamente costituisce il quattordicesimo album della sua carriera solista.
Il disco ha raggiunto la posizione #29 nelle classifiche inglesi, e la posizione #100 in quelle americane. Hit è un doppio album: il primo chiamato "Hit" ("successi") contiene le sue canzoni più famose e commerciali; il secondo disco, "Miss" ("mancati") contiene invece i pezzi meno popolari sebbene acclamati in gran parte dalla critica.

## Tracce
Tutte le canzoni sono state scritte da Peter Gabriel, eccetto dove indicato diversamente.
Disco 1
1. Solsbury Hill (da Peter Gabriel I, 1977) – 4:23
2. Shock the Monkey (da Peter Gabriel IV, 1982) – 3:59
3. Sledgehammer (da So, 1986) – 4:51
4. Don't Give Up (da So, 1986) – 5:55
5. Games Without Frontiers (da Peter Gabriel III, 1980) – 3:57
6. Big Time (da So, 1986) – 4:28
7. Burn You Up, Burn You Down (Peter Gabriel, Neil Sparkes, Karl Wallinger) (Inedito) – 5:26
8. Growing Up (Tom Lord-Alge Mix) (da Up, 2002) – 4:48
9. Digging in the Dirt (da Us, 1992) – 5:15
10. Blood of Eden (Radio edit) (da Us, 1992) – 5:06
11. More Than This (Radio edit) (da Up, 2002) – 4:33
12. Biko (da Peter Gabriel III, 1980) – 6:58
13. Steam (da Us, 1992) – 6:02
14. Red Rain (da So, 1986) – 5:39
15. Here Comes the Flood (1990 version) (da Shaking the Tree, 1990) – 4:32

Disco 2 (edizione europea e giapponese)
1. San Jacinto (da Peter Gabriel IV, 1982) – 6:31
2. No Self Control (da Peter Gabriel III, 1980) – 3:55
3. Cloudless (da Long Walk Home: Music from the Rabbit-Proof Fence, 2002) – 4:48
4. The Rhythm of the Heat (da Peter Gabriel IV, 1982) – 5:19
5. I Have the Touch (Robbie Robertson Mix) (dalla colonna sonora del film Phenomenon, 1996) – 5:27
6. I Grieve (da Up, 2002) – 7:25
7. D.I.Y. (da Peter Gabriel II, 1978) – 2:37
8. A Different Drum (da Passion, 1989) – 4:40
9. The Drop (da Up, 2002) – 3:04
10. The Tower That Ate People (Steve Osborne Mix) (da OVO, 2000) – 4:04
11. Lovetown (dalla colonna sonora del film Philadelphia, 1993) – 5:21
12. Father, Son (da OVO, 2000) – 4:55
13. Signal to Noise (da Up, 2002) – 7:33
14. Downside Up (Live) – 5:33
15. Washing of the Water (da Us, 1992) – 3:52

Disco 2 (edizione americana)
1. San Jacinto (da Peter Gabriel IV, 1982) – 6:31
2. I Don't Remember (da Peter Gabriel III, 1980) – 4:32
3. The Rhythm of the Heat (da Peter Gabriel IV, 1982) – 5:19
4. Love to Be Love (da Us, 1992) – 5:17
5. I Grieve (da Up,, 2002) – 7:25
6. Family Snapshot (da Peter Gabriel III, 1980) – 4:29
7. In Your Eyes (da So, 1986) – 5:29
8. The Drop (da Up, 2002) – 3:04
9. The Tower That Ate People (Steve Osborne Mix)" (da OVO, 2000) – 4:04
10. Lovetown (dalla colonna sonora del film Philadelphia, 1993) – 5:21
11. Father, Son (da OVO, 2000) – 4:55
12. Signal to Noise (da Up, 2002) – 7:33
13. Downside Up (Live) – 5:33
14. Cloudless (da Long Walk Home: Music from the Rabbit-Proof Fence, 2002) – 4:48

- In Germania le prime stampe di questa raccolta presentavano (per qualche ragione) i titoli delle canzoni tradotti in tedesco. Visto che Peter Gabriel ha pubblicato il suo terzo e quarto album sia in inglese che in tedesco, molti fan hanno pensato che le canzoni contenute in Hit fossero realmente in tedesco. Queste copie anomale del disco sono ora diventate una specie di rarità: i pochi brani in tedesco provengono dal terzo e quarto disco dell'autore.

Questa edizione si riconosce oltre che dalle scritte in lingua tedesca, da un bollino adesivo di colore rosso, che avverte della presenza di brani cantati in tedesco.